# George Wilson
George "Jiff" Wilson (Meridian, 9 de maio de 1942 – 29 de julho de 2023) foi um basquetebolista profissional estadunidense que integrou a Seleção Estadunidense  que conquistou a medalha de ouro disputada nos XVIII Jogos Olímpicos disputados em 1964 na cidade de Tóquio.
Participou do Draft da NBA  em 1964 onde foi a primeira escolha da primeira rodada, selecionado pelo Cincinnati Royals. Sua carreira na NBA transcorreu entre os anos de 1964 e 1971 com médias de 5.4 pontos por jogo, 0.7 assistências por jogo e 5.2 rebotes por jogo em 410 jogos.

## Morte
George Wilson morreu no dia 29 de julho de 2023, aos 81 anos.